# سينزيا مونريال
سينزيا مونريال (بالإيطالية: Cinzia Monreale)‏ هي ممثلة إيطالية، ولدت في 22 يونيو 1957 في إيطاليا.

## أعمال

### أفلام
- (1981) الجحيم

## وصلات خارجية
- سينزيا مونريال على موقع IMDb (الإنجليزية)
- سينزيا مونريال على موقع روتن توميتوز (الإنجليزية)
- سينزيا مونريال على موقع أول موفي (الإنجليزية)
- سينزيا مونريال على موقع قاعدة بيانات الفيلم (الإنجليزية)